# Bamboepatrijs
De bamboepatrijs (Bambusicola fytchii) is een vogel uit de familie fazantachtigen (Phasianidae). De wetenschappelijke naam van de soort is voor het eerst geldig gepubliceerd in 1871 door Anderson.

## Voorkomen
De soort komt voor van het noordoosten van India tot Myanmar en het midden-zuiden van China en telt twee ondersoorten:
- B. f. fytchii: van Yunnan en westelijk Sichuan tot Myanmar en noordelijk Vietnam.
- B. f. hopkinsoni: noordoostelijk India, Bangladesh en westelijk Myanmar.

## Beschermingsstatus
Op de Rode Lijst van de IUCN heeft de soort de status niet bedreigd.